# 2025년 은자메나 습격 사건
2025년 1월 8일, 차드의 수도인 은자메나에 있는 대통령 궁은 정체불명의 공격자들에게 공격당했다. 24명의 공격자들은 대통령 궁의 보안 게이트를 통해 침입을 시도했으나 보안군에 의해 저지당했다. 차드 대통령 마하마트 데비 이트노는 당시 대통령 궁 안에 있었으며, 그는 이 공격이 자신을 겨냥한 것이라고 믿고 있다고 이후 성명을 발표했다. 이번 공격으로 총 19명이 사망했으며, 그 중 18명은 공격자, 1명은 군인이었다.
차드의 외교부 장관, 압데라만 쿨라말라는 이번 공격을 "불안정화의 시도"로 묘사했으나, 테러리스트의 공격이 아니라고 부인하며 공격자들을 그저 무질서한 강도들로 설명했다. 정부는 공격자들의 동기와 소속에 대한 조사를 시작했으나, 소식통에 따르면 이번 공격은 지하디스트 그룹인 보코 하람에 의해 수행된 것으로 보인다. 차드는 2014년부터 보코 하람의 반란에 직면해 왔다. 이번 공격에 대한 책임을 주장한 단체는 없다.

## 배경
과거 프랑스의 식민지였던 차드엔 사헬 지역에는 마지막 프랑스 군사 기지가 있었다. 그러나 2024년 11월 말 차드가 프랑스와의 방위 및 안보 협정을 58년 만에 종료하고 차드에 주둔 중이던 프랑스군 1000여명도 순차적으로 철수했다. 이후 차드는 군부의 통치를 받고 있으며 보코하람의 정기적인 공격을 받고 있다.
프랑스는 이보다 앞서 사헬 지역의 말리와 부르키나파소, 니제르에서도 군사협정을 종료하고 군을 철수했다.
세네갈과 코트디부아르도 프랑스에게 자국의 영토에 있는 군사기지를 철수해 달라고 요청했다.

## 과정
AFP통신 등에 따르면 2025년 1월 8일 현지 시각 오후 7시 45분에 무장 세력이 차드 수도 은자메나에 있는 대통령궁을 습격해 총격 사건이 발생했다는 신고가 접수되었다. AFP 취재진은 대통령궁 인근에서 총격이 들리고 거리에선 탱크가 목격됐다고 밝혔다. 차드의 대통령 경호처는 즉시 대테러 작전을 개시했다. 차드 정부는 이 과정에서 19명이 사망했다고 밝혔다. 대통령 궁을 공격한 무장대원 24명 중 18명이 사망하고 6명이 부상을 입었다. 정부 측에서는 1명이 사망하고 3명이 부상을 입었는데 이 중 1명은 중상이라고 한다.